# Jesús Ruiz Molina
Jesús Ruiz Molina (ur. 23 stycznia 1959 w La Cueva de Roa) – hiszpański duchowny katolicki, kombonianin, biskup pomocniczy Bangassou w latach 2017–2021, biskup diecezjalny Mbaïki od 2021.

## Życiorys

### Prezbiterat
Święcenia kapłańskie przyjął 11 lipca 1987, zaś 24 kwietnia 1988 złożył śluby wieczyste w Zgromadzeniu Misjonarzy Kombonian Serca Jezusowego. W zakonie pełnił funkcje m.in. wychowawcy w zakonnym postulacie (1996–2001), prowincjała nowo utworzonej prowincji komboniańskiej w Czadzie (2002-2008) oraz radnego zakonnej delegatury w Republice Środkowoafrykańskiej (2013–2015). W latach 2008–2017 był też proboszczem parafii w Moungoumba.

### Episkopat
11 lipca 2017 roku został mianowany przez papieża Franciszka biskupem pomocniczym diecezji Bangassou ze stolicą tytularną Arae in Mauretania. Sakrę biskupią przyjął 12 listopada tegoż roku z rąk arcybiskupa Bangi, kardynała Dieudonné Nzapalaingi.
10 marca 2021 papież Franciszek przeniósł go na urząd biskupa diecezjalnego Mbaïki. Ingres do katedry odbył 25 kwietnia 2021.